# Monsters vs. Aliens (Fernsehserie)
Monsters vs. Aliens ist eine US-amerikanische animierte Fernsehserie, die ein Spin-off zu dem Kinofilm Monsters vs. Aliens darstellt. Die deutsche Erstausstrahlung war am 11. November 2013 auf Nickelodeon Deutschland zu sehen. Die Serie umfasst 26 Episoden, die jeweils zwei 11-minütige Geschichten beinhalten.

## Handlung
Einst retteten die Monster aus Monsters vs. Aliens die Welt, aber nun müssen sie mit einigen verrückten Aliens in einer geheimen Untergrundbasis zusammenleben und mit ihnen gemeinsam die Welt jeden Tag auf ein Neues retten. Da der Blob B.O.B., der Fischmann Missing Link, der verrückte Wissenschaftler Dr. Kakerlake, Insektosaurus und die dehnbare Frau Susan Murphy jedoch Rivalen der Aliens sind, wollen beide Gruppen allein die Helden sein. Einige Gemeinsamkeiten haben sie allerdings: seltsames Aussehen, Superkräfte und Humor.

## Produktion und Veröffentlichung
Jeffrey Katzenberg sprach 2009, im Jahr als der Film herauskam, erstmals von der Idee zur Serie und dass Nickelodeon eine Pilotfolge bestellt hätte. 2012 wurde dann eine Umsetzung als Fernsehserie für das nächste Jahr mit 26 Folgen angekündigt. Die Serie entstand wie schon der vorhergehende Film bei DreamWorks Animation. Produzenten waren Chris Neuhahn, Andrew Huebner und Kellie Smith als assistierender Produzent. Als ausführende Produzenten waren Bret Haaland, Mark McCorkle und Robert Schooley verpflichtet. Regie führten meist Matt Engstrom oder Sunil Hall, bei einzelnen Folgen auch Fred Osmond, Jim Schumann und Eddie Trigueros. Die Musik stammt von Adam Berry und die künstlerische Leitung lag bei Frank Rocco.
Die 26 Folgen wurden erstmals ab dem 23. März 2013 von Nickelodeon in den USA gezeigt, die letzte Episode am 8. Februar 2014. Ab dem 11. November 2013 folgte die deutsche Erstausstrahlung, ebenfalls bei Nickelodeon. Einige Episoden der Serie wurden in den Vereinigten Staaten und in Deutschland auch auf DVD veröffentlicht.

## Synchronisation
| Rolle          | Englischer Sprecher      | Deutscher Sprecher |
| -------------- | ------------------------ | ------------------ |
| Susan Murphy   | Riki Lindhome            | Julia Stoepel      |
| BOB            | Eric Edelstein           | Tim Sander         |
| Dr. Kakerlake  | Chris O’Dowd             | Erich Räuker       |
| Link           | Diedrich Bader           | Matti Klemm        |
| General Manger | Kevin Michael Richardson | Lutz Schnell       |
| Coverton       | Jeff Bennett             | Georg Tryphon      |
| Sqweep         | Haley Tju                | Maximiliane Häcke  |
| Präsident      | James Patrick Stuart     | Peter Flechtner    |